# أمراء الغرب
أمراء الغرب هي سلسلة من الأمراء حكموا سواحل غربي جبال لبنان من بيروت والسفوح المجاورة لها وتمتد جنوباً حتى أعالي الدامور. وكانوا يوالون المسلمين ضد الصليبيين. وأخذوا على عاتقهم الدفاع عن بيروت في وجه الصليبيين. اتخذوا من بلدة عبيه مركزا لهم. وهي أول إمارة عربية على الساحل اللبناني باعتراف الخلافة العباسية في بغداد.
وما إن تســـــــلّم أبو جعفر المنصور الخلافة في بغداد حتّى عمد إلى الثغور الساحليّة فعمّر حصونها ومدنها وبدأ بتعبئتها بالجيوش من سنة (136 ه حتّى سنة 142ه) وقام العبّاسيون بالتقرّب من التنوخيين وصادقوهم، وذلك بعد لقأء جمع بين الأمير منذر بن مالك الملقّب بالتنوخي، وأخيه الأمير أرسلان، مع الخليفة المنصور في دمشق.
واستغلّ الرّوم التغييرات السياسيّة، فهاجموا البلاد الإسلاميّة واحتلّوا طرابلس (سنة 141ه) من واليها رباح بن النعمان، كما هاجم البقاع بعض عملآئهم في الداخل (المقدّم إلياس سنة 137 ه) وقامت ثورة المنيطرة (سنة 141ه) ولمّا تفاقمت الأحداث صار لزاما على الخليفة العبّاسي أن يُعَبئ الثغور بالمقاتلة لحمايتها، فكلّف القبآئل التنوخيّة بالتوجّه إلى جبال بيروت لحماية سواحل بلاد الشام والممتلكات الإسلاميّة من الخطر البيزنطي والحركات المنآوئة المحلّيّة.
وعندما جآء أبو جعفر منصور العبّاسيّ إلى الشام سنة [142ه/758م] قدِم الأمير منذر والأمير أرسلان من موطنهما في معرّة النعمان، مع جماعة من عشيرتهما والتقياه في الشام، وكان قد سمع عن شجاعتهما في مُحاربة الروم في إنطاكية وضواحيها، فأحسن إستقبالهما وكرّمهما، وكلّفهما أن ينزلا مع قومهما إلى جبال بيروت لحماية السواحل والثغور، وأقطعهما إقطاعات معلومة فيها... فسار الأميران بعشآئرهما إلى وادي التيم، ونزلا في الحصن المعروف بحصن أبي الجيش.
وفي السنة الثانية[143ه/759م] قدما إلى جنوب جبل مغيثة، ثمّ تفرّقت العشآئر في المناطق الساحليّة، فاستوطن الأمير منذر حصن سرحمول، والأمير أرسلان سنّ الفيل، والأمير حسّان بن مالك طردلاّ، والأمير عبد الله بن النعمان بن مالك كفرا، والأمير فوارس بن عبد الملك بن مالك عبيه، وتفرّق المقدّمون وعشآئرهم في البلاد. وكانوا إثني عشر مقدّما.

## التسمية
سميوا بأمراء الغرب لحكمهم منطقة لبنانية عرفت بالغرب وهي سفوح جبال لبنان التي تطل على مدينة بيروت وضواحيها الساحلية الجنوبية. كما عرفوا بالتنوخيين وذلك نسبة إلى انتمائهم لاتحاد القبائل العربية الذي عرف بـ«تنوخ». كما سميوا بالبحتريين نسبة إلى الأمير بحتر بن شرف الدولة علي التنوخي الملقب «بناهض الدولة أبو العشائر» والذي أكد زعامته على جبل الغرب. ويعود له الفضل في الحفاظ على إمارة الغرب واستمرارها وحكم ذريته من بعده لها، حيث أصبحت تعرف فيما بعد بالإمارة البحترية.

## تاريخهم
مع قدوم الصليبيين في أواخر القرن الحادي عشر للميلاد، دافع التنوخيون دفاعاً مريراً عن مدينة بيروت طيلة عشر سنوات. وبعد سقوط بيروت سنة 1110م أصبحت بارونية تابعة لمملكة القدس، لاذ التنوخيون إلى مناطقهم الجبلية وأعادوا تنظيم قواهم وعملوا للحفاظ على إمارتهم حيث اقطاعياتهم الوراثية فيها، بقيادة الأمير مجد الدولة محمد بن عدي، الذي اتخذ من حصن سرحمول قاعدة لشن غارات على حامية بيروت. وتزعم الإمارة التنوخية من بعد مجد الدولة الأمير بحتر بن شرف الدولة.
عند قدوم السلطان صلاح الدين بعد معركة حطين 1187م لفتح بيروت سانده. ولما فتح السلطان بيروت لمس بيده رأس الأمير حجي وقال له: «ها قد أخذنا بثأرك من الفرنجة فطّيب قلبك فأنت مستمر مكان ابيك واخوتك»، وسلّمه منشوراً بإقطاعته.
كان الأمير ناصر الدين حسين 668 – 751 هـ من أشهر الأمراء التنوخيين في فترة الحكم المملوكي. وله الفضل في الحفاظ على إمارة الغرب إمارة إقطاع وراثية بحصوله على امتياز من المماليك والذي يعتبر النواة الأولى لإمارة اقطاعية مركزية قاعدتها عبيه. استمرت الإمارة التنوخية حتى عام 1633م، وكانت تضيق أو تتسع حسب قوة أمراءها وعلاقتهم بالسلطة الحاكمة في مصر أو دمشق. إذ امتد حكمهم في بعض الفترات ليشمل مناطق أوسع من حدود لبنان الحالي. ففي أواخر الحكم المملوكي، تولى الأمير عز الدين صدقة حكم بيروت وطرابلس وإقطاع صفد بفلسطين.
استمرت إمارة الغرب بعد الفتح العثماني لكن نفوذها تقلص أمام الأسرة المعنية التي ساندها وعاضدها آل بحتر التنوخيين وخاصة في عهد فخر الدين الذي أصبح الأمير الكبير المتقدم على الأمراء كافة حيث أن والدته هي السيدة نسب شقيقة الأمير التنوخي سيف الدين يحي. اثر اعتقال فخر الدين في الآستانة عام 1633 هاجم الحزب اليمني بقيادة علي علم الدين عبيه وفتك بالأمراء بالبحتريين. فانقرض فرعهم وآلت ممتلكاتهم إلى المعنيين ومن بعدهم إلى ألأمراء الشهابيين.